# Hòa Thạch
Hòa Thạch là một xã thuộc huyện Quốc Oai, thành phố Hà Nội, Việt Nam.
Xã Hòa Thạch có diện tích 18,36 km², dân số năm 1999 là 9.775 người, mật độ dân số đạt 532 người/km².
Xã Hòa Thạch có 5 thôn: Bạch Thạch, Hoà Trúc, Hòa Phú, Long Phú, Thắng Đầu.

### Vị trí địa lý
Hòa Thạch nằm ở phía Tây huyện Quốc Oai. Ranh giới hành chính của xã được xác định như sau:
- Phía Bắc giáp với xã Phú Cát.
- Phía Nam giáp với xã Đông Yên.
- Phía Đông giáp với xã Tuyết Nghĩa.
- Phía Tây giáp với xã Phú Mãn.

#### Kinh Tế Xã Hội
Tính đến hết Quý I năm 2014 xã Hòa Thạch đã đạt 6/19 tiêu chí (Quy hoạch, điện,bưu điện,nhà ở dân cư, hình thức TCSX, an ninh trật tự), 5 tiêu chí cơ bản đạt (trường học,giáo dục, văn hóa, môi trường, hệ thống chính trị) 8 tiêu chí chưa đạt (Giao thông, thủy lợi, CSCV Văn hóa, chợ, thu nhập, hộ nghèo, Tỷ lệ lao động thường xuyên có việc làm, y tế).
Hòa Thạch có nguồn lao động dồi dào, tốc độ phát triển dân số trung bình, có thể đáp ứng được nhu cầu lao động cho phát triển kinh tế xã hội trên địa bàn xã.
Xã Hòa Thạch nằm ở phía Tây huyện Quốc Oai, có vị trí địa lý thuận lợi, gần các đô thị vệ tinh được quy hoạch như Sơn Tây, Hòa Lạc, Xuân Mai. Ưu thế về giao lưu kinh tế - văn hóa xã hội hơn hẳn nhiều xã trong huyện nhờ tuyến quốc lộ 21A chạy qua xã. Đó là nền tảng, tạo động lực thúc đẩy kinh tế xã hội địa phương phát triển.